# Romans (Deux-Sèvres)
Romans is een gemeente in het Franse departement Deux-Sèvres (regio Nouvelle-Aquitaine) en telt 523 inwoners (1999). De plaats maakt deel uit van het arrondissement Niort.

## Geografie
De oppervlakte van Romans bedraagt 11,3 km², de bevolkingsdichtheid is 46,3 inwoners per km².
De onderstaande kaart toont de ligging van Romans (Deux-Sèvres) met de belangrijkste infrastructuur en aangrenzende gemeenten.

## Demografie
Onderstaande figuur toont het verloop van het inwonertal (bron: INSEE-tellingen).